# Metelimumab
Il metelimumab (il cui nome tecnico è CAT-192) è un anticorpo monoclonale della famiglia delle IgG4 che agisce neutralizzando il fattore di crescita trasformante beta di tipo 1; studi clinici ne valutarono l'efficacia terapeutica nei pazienti affetti da sclerodermia diffusa, ma successivamente se ne sospese lo sviluppo per concentrarsi su quello del fresolimumab, prodotto dalla Genzyme a partire dal 2006.

## Storia
Venne isolato dall'azienda di biotecnologie Cambridge Antibody Technology (CAT) tramite tecniche di phage display; la CAT e la Genzyme, a partire dal 2000, collaborarono alla produzione dell'anticorpo.
Nel 2004, le due aziende dichiararono che le fasi I e II degli studi clinici sul metelimumab ne avevano dimostrato la sicurezza e la tollerabilità a qualunque posologia di entità terapeutica; non c'erano state evidenze, tuttavia, dell'efficacia dell'anticorpo nella cura della sclerodermia.